# 野味

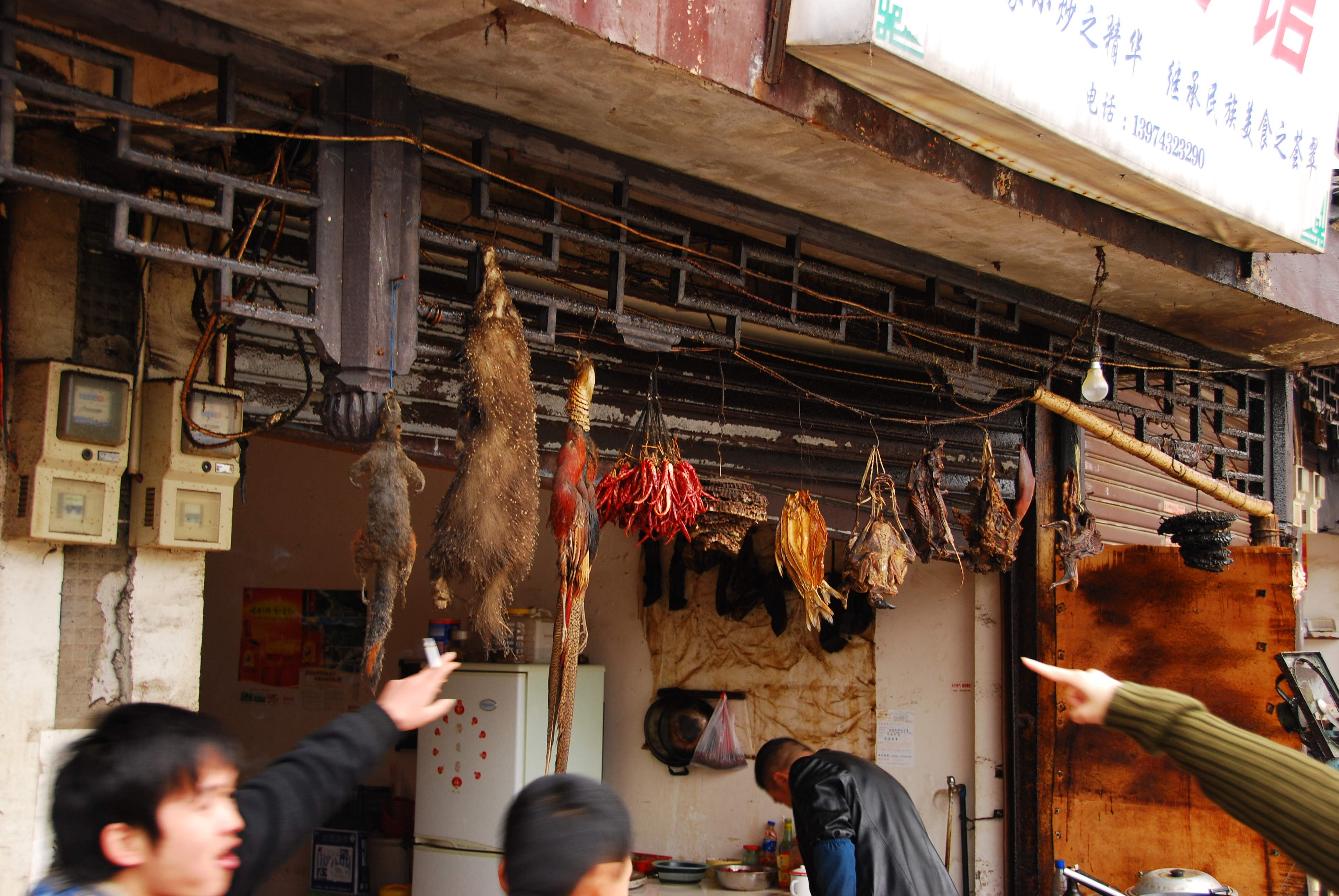
中國大陸的野味

野味是中國人对野生动物来源的各类食材的統稱，通常特指陆生动物，是“山珍海味”中“山珍”的重要组成部分。

## 简介
古时人类经常对野生动物进行捕杀，渔猎采集也是早期智人社会满足温饱的主要生产模式。在新石器革命后，肉食越来越由畜牧驯养的禽畜所提供，但狩猎仍是欠发达地区居民补充蛋白质和获取有价值动物产品的主要方式。在基础设施相对齐全的前工业社会，狩猎逐渐休闲化，成为贵族和地主乡绅闲暇的户外活动，在封建制度下的欧洲甚至成为领主的特权，平民严禁进入私有土地内狩猎，偷猎者会被处以重刑。
汉族作为东亚较早进入农业社会的民族，自先秦以后猎户经济就只在偏远乡村地区才会见到。而匈奴人、突厥人、蒙古人这样的游牧民族，以及古越人、古羌人、女真人这种半农半牧/半渔猎的民族，自古就有獵食野味的習慣，在女真人中甚至成为一种年度仪式。滿清入關後，喜食野味的传统影响了中原饮食，如「滿漢全席」就涉及以大量不同種類野生動物入饌。
到近代野味受到人类的大量捕杀后，数量大幅减少，很多物种已经灭绝或處於瀕危等級。在中国濒危的动物虽然受到国家保护，但仍然少數人猎杀野味銷售或自用。中國部分地區依然有販賣野味的市場，一些民眾仍迷信野味是「補品」，有強身甚至壯陽等效用，亦有人將進食野味視作獵奇、炫富表現，故此野味在中國人的饭桌上屡禁不止。

## 驯养繁殖

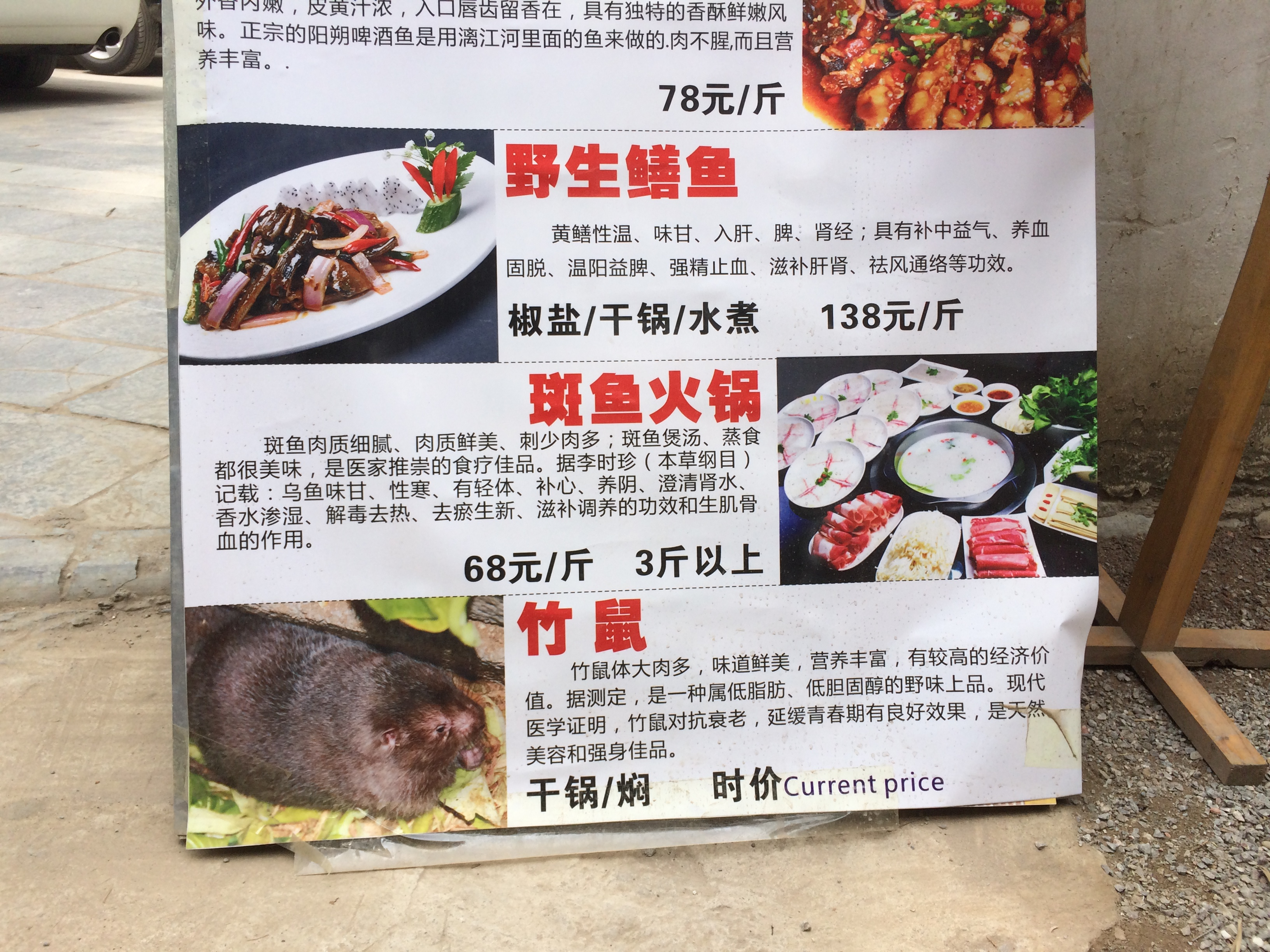
野味菜单，摄于2014年

部分野生动物经批准，可驯养繁殖。2003年8月，国家林业和草原局政府网发布《关于发布商业性经营利用驯养繁殖技术成熟的梅花鹿等54种陆生野生动物名单的通知》规定可以食用药用的野生动物，如果子狸、野猪、梅花鹿等。2020年因COVID-19疫情原因，2月24日，中华人民共和国出台了全面禁食野生动物决定。3月4日，农业农村部印发《关于贯彻落实全国人大常委会革除滥食野生动物决定的通知》，明确牛蛙、甲鱼等可食用，而竹鼠养殖尚存争议。2020年10月，国家林草局公佈《关于规范禁食野生动物分类管理范围的通知》，要求禁止食用竹鼠、果子狸、豪猪、刺猬、猪獾等64种野生動物。

## 保护措施
2020年2月，全国人大常委会通过《全面禁止非法野生动物交易、革除滥食野生动物陋习决定》。此外，中国大陆地区的《中华人民共和国野生动物保护法》禁止捕杀以及交易受法律保护的珍贵野生动物，包括国家保护动物和“三有动物”等。

## 争议

### 疾病
食用野味涉及到捕猎、烹饪行为有可能导致相关人员感染人畜共通傳染病，甚至直接促进这些疾病产生，以及违反法律。
2003年的嚴重急性呼吸系統綜合症（SARS）病毒就是来源于菊头蝠，经过野味果子狸传播到人群中。
2019冠状病毒病的嚴重急性呼吸系統綜合症冠狀病毒2型可能也是来自于海鲜市场销售的多种野味，但亦為不排除人类传染给动物，反再传染回市场人类的情况。美国疾病控制与预防中心发布公告称“目前尚无证据表明导致COVID-19的病毒会通过食物（包括打猎获得的野味）传染给人类”。

## 相關頁面
- 非典型肺炎
- 2019冠状病毒病
- 嚴重急性呼吸系統綜合症
- 嚴重急性呼吸系統綜合症冠狀病毒2型

## 扩展阅读
- 《好吃：食物与文化》（[Good to Eat: Riddles of Food and Culture] 错误：{{Lang-xx}}：冲突：|links= 和 |link=（帮助））： 马文·哈里斯（[Marvin Harris] 错误：{{Lang-xx}}：冲突：|links= 和 |link=（帮助））